# Neotanypeza nigripalpis
Neotanypeza nigripalpis är en tvåvingeart som beskrevs av Willi Hennig 1936. Neotanypeza nigripalpis ingår i släktet Neotanypeza och familjen långbensflugor. Inga underarter finns listade i Catalogue of Life.